# Camilo García
Camilo García Casar ou Camilo García (nascido em Salamanca, Espanha, 28 de novembro de 1947) é um ator e diretor de dublagem (voz).
Fazendo uso de sua voz natural- e característicamente grave, ele dublou ao idioma castelhano um considerável número de atores de cinema estrangeiros em seus trinta e cinco anos de carreira (até 2010). Frequentemente interpreta a voz do astro estadounidense Gene Hackman (desde 1989) e do renomado vulto britânico do cinema Anthony Hopkins, tendo dublado sua voz pela primeira vez em espanhol no clássico hollywoodiano de 1991 O Silêncio dos Inocentes (no original em inglês Silence of the Lambs).
García também interpreta a voz de atores como John Goodman, Harrison Ford, Leslie Nielsen, Danny Glover, Gérard Depardieu, Tom Skerritt, Harvey Keitel; no passado também trabalhou com obras de Raúl Julia e de J.T. Walsh, ambos atualmente (em 2010) já falecidos.
Seu primeiro trabalho de dublagem importante foi interpretar a voz de Harrison Ford no filme Guerra nas estrelas (ou Star Wars, título original em inglês).
Como ator participou em produções teatrais bem como em projetos publicitários televisivos.
García atualmente reside e atua em Barcelona, onde o cenário literário e teatral é pronunciadamente fértil. Recentemente ele aceitou o convite para gravar El ingenioso hidalgo Don Quijote de la Mancha a pedido da Biblioteca Virtual Miguel de Cervantes.